# Gohlis (Zeithain)

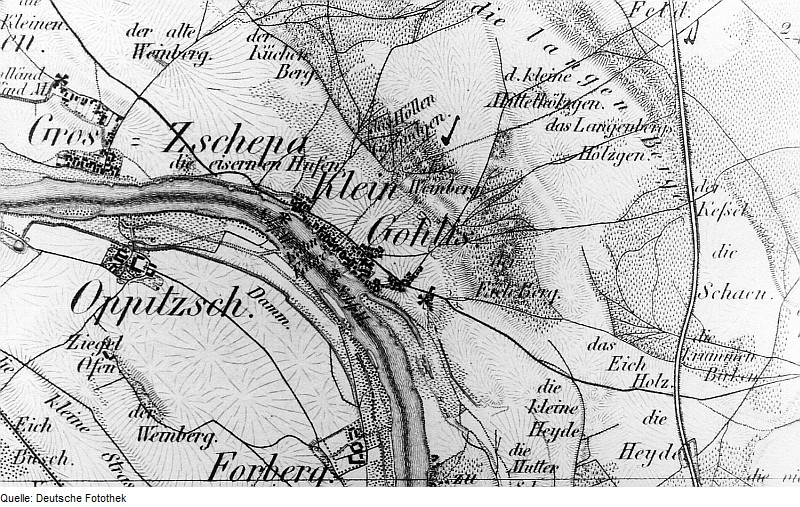
Fotothek df rp-c 0880119 Zeithain-Gohlis, auf der Karte Oberreit, Sect. Oschatz, 1839–40

Gohlis ist ein rechtsseitig der Elbe gelegener Ortsteil der sächsischen Gemeinde Zeithain im Landkreis Meißen.

## Geographie und Verkehrsanbindung
Der Ort liegt direkt an der Elbe zwischen den Orten Bobersen und Zschepa am Elberadweg etwa 4,7 km südöstlich von Strehla. Gegenüber von Gohlis am anderen Elbufer liegt der zu Strehla gehörige Ortsteil Forberge. Der Ort war ursprünglich ein Zeilendorf mit einer Gewannflur von 491 Hektar.
Im benachbarten Zeithain besteht Anschluss an die Bundesstraße B169. In Gohlis verkehrt mit Stand 2022 eine Regionalbuslinie zwischen Mühlberg und Riesa, wo Anschluss an das Eisenbahnnetz besteht.

## Geschichte
Der Ort wurde 1186 erstmals erwähnt. Der Name Gohlis ist wendischer Herkunft und bedeutet Heideort. Der Ortsname war mehrmals Änderungen unterzogen, so wurde Gohlis im Jahr 1160 Goliz genannt, 1234 Goliz, 1299 Goluz, 1409 Golicz und Goliß beziehungsweise Golis im Jahr 1539. Erst im Jahr 1875 hatte sich die heutige Schreibweise des Ortsnamens durchgesetzt. Der Ort soll aus einer Elbfähre entstanden sein. Das Fährhaus wurde später vermutlich durch eine Herberge und Fischerhütten ergänzt. Gohlis ist slawischen Ursprungs. Es wird vermutet, dass der Ort im 5. Jahrhundert gegründet wurde, als nach den Hermunduren die Wenden das Gebiet besiedelten.
Vor der Reformation stand Gohlis unter Meißner Gerichtsbarkeit und in Verbindung zum Kloster Hain. Mitte des 16. Jahrhunderts war in Gohlis ein freies Erbgericht ansässig, der Erbrichter übte das Richteramt aus. Er musste keine Zinsen zahlen, aber der Gemeinde einen Ochsen und einen Eber halten. Der Dingstuhl (Gerichtsstätte) war in Gohlis. Das Schulamt ließ jährlich Gericht halten. Zu diesem Anlass konnten die Einwohner ihre Rügen vorbringen, die verhandelt wurden.
1575 gab es einen Gasthof im Ort. Das Braugefäß zum Bierbrauen, die sogenannte Braupfanne gehörte zum Besitz der Kirche. Sowohl der Besitzer des Kretschams als auch der Edelmann des damals nach Gohlis eingepfarrten Dorfes Schradewald mussten für jeden Brauvorgang einen Zins an die Kirche zahlen und eine Fässelkanne Bier (etwa 4 Maßkrüge) an den Pastor und eine halbe an den Schulmeister. Im Jahr 1595 wird der Ort als kleines armes Dörflein mit 16 Hufnern und Halbhufnern und 7 Gärtnern beschrieben. Die Armut war durch häufige Überschwemmungen und andere Naturkatastrophen bedingt, die den Ort aufgrund seiner Lage bedrohten. Große Überschwemmungen waren 1746 und 1820. Der Ort hatte auch unter Feuersbrünsten zu leiden, so 1693, als am 31. Mai das ganze Dorf bis auf 5 Häuser und die Kirche abbrannte. Zum Ort gehörten bedeutende Ländereien. Man baute Roggen, Gerste, Hafer, Hirse, Heidekorn, Erbsen, Wicken, Hanf und Lein an, hielt Hühner und Tauben, Schafe und Rinder und betrieb Schweinezucht. Ältere Flurbezeichnungen weisen noch heute auf den früheren Weinbau hin, der auch in Gohlis betrieben wurde. Er wurde Ende des 18. Jahrhunderts aufgegeben, da er sich nicht mehr lohnte. Um die Schäden durch Naturkatastrophen wie Hochwasser und Waldbrände, die Gohlis oft heimsuchten zu verringern wurde 1895 die Freiwillige Feuerwehr Gohlis gegründet. Neben dem Bau eines Spritzenhauses an der Ecke Kirchstraße/Lindenstraße schaffte die Gemeinde eine Handdruckspritze gemeinsam mit der Gemeinde Lorenzkirch an.
1823 erhielt der Fährmann Johann Gottlieb Leidhold eine Konzession für die Fähre zwischen Oppitzsch und Gohlis. Sie wurde vom von Landschulamt Meißen gegen die Zahlung eines Kanons von 5 Talern jährlich erteilt. Ab 1848 erteilte die Gemeinde Gohlis die Berechtigung an den Besitzer der Fähre. 1888 war das der Enkel Fährmeister Leidhold aus Gohlis. 1923 wurde die Fähre als nicht mehr gewerbsmäßig angesehen.
Schulunterricht gab es schon frühzeitig in Gohlis. Nach 1575 wurde das erste Schulhaus erbaut. Wegen Baufälligkeit wurde es 1854 abgerissen und durch einen Neubau ersetzt. Der Neubau wurde am 24. September gleichen Jahres durch den damaligen Pfarrer eingeweiht. Wegen steigender Schülerzahlen wurde bereits 1890 eine Erweiterung nötig. Der neue Anbau wurde am 6. April 1891 eingeweiht. Ein zusätzlicher Hilfslehrer trat am 25. April 1892 sein Amt an. 1901 unterrichteten 2 Lehrer in 4 Klassen 195 Schulkinder. Nach dem Zweiten Weltkrieg wurde das Schulkombinat Bobersen, Gohlis und Kreinitz aus den Schulen der jeweiligen Orte gebildet und 1975 nach dem Jungkommunisten Fritz Schmenkel benannt.
Durch die Sächsische Landgemeindeordnung von 1838 erhielt Gohlis Eigenständigkeit als Landgemeinde. Ab 1843 gehörte Gohlis zum Amt Großenhain und ab 1856 zum Gerichtsamt Strehla. Ab 1875 gehörte das Dorf zur Amtshauptmannschaft Oschatz. 1896 verloren die Gohliser Einwohner einen großen Teil ihrer landwirtschaftlichen Flächen. Das Land musste an den Reichsmilitärfiskus zur Erweiterung des Truppenübungsplatzes Zeithain zwangsweise verkauft werden. Im Jahr 1925 waren 717 Einwohner von Gohlis evangelisch-lutherisch, 1 Einwohner war katholisch. 11 Einwohner gehörten anderen Konfessionen an. 1937 wurde ein Teil von Zschepa (Kleinzschepa), welcher mit seinen wenigen Häusern direkt an Gohlis grenzt, eingemeindet. Sachsen kam nach dem Zweiten Weltkrieg in die Sowjetische Besatzungszone und später zur DDR. Nach der Gebietsreform 1952 wurde Gohlis dem Kreis Riesa im Bezirk Dresden zugeordnet.
Nach Wende und Wiedervereinigung wurde Gohlis Teil des neugegründeten Freistaates Sachsen. Die folgenden Gebietsreformen in Sachsen ordneten Gohlis 1994 dem Landkreis Riesa-Großenhain und 2008 dem Landkreis Meißen zu. Im Jahr 1999 wurde der Ort nach Zeithain eingemeindet. Im 21. Jahrhundert wurde der Ort von mehreren Hochwassern heimgesucht. Während des Jahrhunderthochwassers 2002 wurde der Ort überflutet und musste evakuiert werden. Von 161 erfassten Grundstücken waren 44 eingeschränkt- und 26 Häuser unbewohnbar. Nach einem weiteren Hochwasser 2006 wurde nach Drängen engagierter Einwohner die neue 108 Meter lange Flutbrücke gebaut, die am 14. August 2007 ihrer Bestimmung übergeben wurde. Gohlis wurde bereits im Jahr 2013 erneut vom Hochwasser überschwemmt, dessen Schäden an Deichen, Gebäuden und Straßen erneut hoch waren.

### Bevölkerungsentwicklung
Die Bevölkerungszahl stieg seit dem Mittelalter ständig an und hatte 1950 das Maximum erreicht. Seitdem sinkt die Einwohnerzahl wieder.
| Jahr | Einwohner                               | Jahr | Einwohner          |
| ---- | --------------------------------------- | ---- | ------------------ |
| 1551 | 18 besessene Mann, 8 Inwohner, 22 Hufen | 1933 | 1039               |
| 1764 | 15 besessene Mann, 10 Häusler, 22 Hufen | 1939 | 1039               |
| 1834 | 403                                     | 1946 | 1032               |
| 1871 | 574                                     | 1950 | 1039               |
| 1890 | 673                                     | 1964 | 841                |
| 1910 | 732                                     | 1990 | 636                |
| 1925 | 1824                                    | 1999 | → Röderau-Bobersen |

## Kirche Gohlis
Das älteste Gebäude von Gohlis ist die Kirche. Aus deren Bausubstanz kann auf eine Entstehungszeit in der 2. Hälfte des 13. Jahrhunderts oder in der 1. Hälfte des 14. Jahrhunderts geschlossen werden kann. Ihre erste Erwähnung fand sie um 1250 als Filialkirche von Lorenzkirch. 1575 war der Ort bzw. das Gut Schradewald des Besitzers Heinrich von Taupadel nach Gohlis eingepfarrt, welches 1595 an den Kurfürsten verkauft war und wenig später zur Wüstung wurde. Heinrich von Taupadel besaß das Betstübchen auf der Empore der Nordseite, von wo aus der Edelmann und sein Hausgesinde dem Gottesdienst beiwohnten. 1756 baute sich der Rittergutsbesitzer von Bobersen ein Betstübchen anstelle des Taupadelschen. Heute sind keine anderen Dörfer mehr eingepfarrt. Ein ehernes Denkmal war die mittlere Glocke von 1495. Hauptreparaturen erfolgten in den Jahren 1712 und 1773. Anstelle einer baufälligen hölzernen Vorhalle, in der auch die Glocken hingen wurde 1822 an der Nordseite das turmartige Glockenhaus, das die Kirche nur wenig überragt. Den Kirchturm schmücken seit dem 10. September 2007 drei neue Glocken (geweiht am 26. August 2007), die am 26. September 2007 erstmals ihre Stimmen weit über die Gohliser Flur erklingen ließen.

## Persönlichkeiten
- Paul Julius Schröter (1840–1930), Ophthalmologe in Leipzig
- Ulf Kirsten (* 1965), ehemaliger Fußball-Nationalspieler